# 蔡子昭
蔡子昭（1888年—1936年），名世賢，字天弧。彰化縣鹿港鎮人。洪棄生弟子，日治時期寓居臺中，設帳授徒。為櫟社、大冶吟社成員，詩詞兼修。著有《蕉窗吟草》，輯有《古今詩話菁華》、《詩話雜錄》 ，撰有「貞節坊重修碑記」。

## 外部連結
- 臺灣史檔案資源系統>蔡子昭所寄之信函（1933） （页面存档备份，存于）
- 典藏台灣>輓蔡子召詞友 （页面存档备份，存于）